# Щербинский, Василий Фёдорович
Василий Фёдорович Щербинский (1785—1859) — генерал-майор, участник войн против Наполеона.
Родился в 1785 году. В военную службу вступил в 1812 году, принимал участие в Отечественной войне 1812 года и Заграничных походах 1813—1814 годов.
В 1823 году произведён в полковники, в 1827 году награждён орденом св. Владимира 4-й степени. 1 июля 1835 года Щербинский был произведён в генерал-майоры и назначен командиром 3-й бригады 23-й пехотной дивизии. 11 декабря 1840 года Щербинский за беспорочную выслугу 25 лет в офицерских чинах был награждён орденом св. Георгия 4-й степени (№ 6183 по кавалерскому списку Григоровича — Степанова). Вслед за тем он вышел в отставку.
Скончался 28 сентября 1859 года.
Его брат Степан был генерал-лейтенантом и командовал военными поселениями кавалерийских полков в Новороссийской, Киевской и Подольской губерниях.